# Johan Sjöstrand
Pour les articles homonymes, voir Sjöstrand.

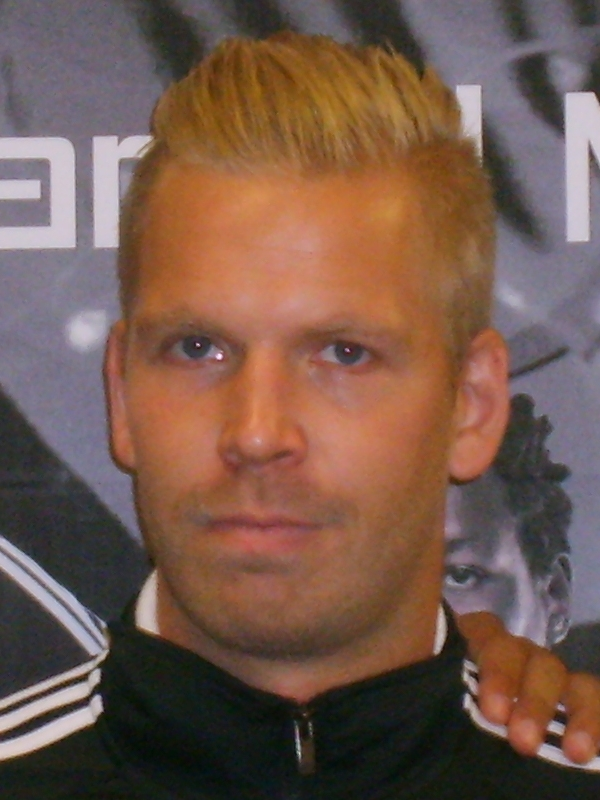
Johan Sjöstrand en 2013.

Johan Sjöstrand, né le 26 février 1987 à Skövde, est un joueur de handball suédois évoluant au poste de gardien de but en équipe nationale de Suède et dans le club allemand du THW Kiel.

## Carrière
Sjöstrand commence le handball au HK Country puis rejoint en 2003 l'IFK Skövde HK où il y évolue pendant quatre saisons avec un total de 70 apparition dans les cages du clubs suédois.
En 2009, il est transféré dans le club du SG Flensburg-Handewitt, réputé comme étant une grosse cylindrée en Allemagne. 
Cependant Johan ne reste qu'une saison dans ce club car il signe un contrat en 2010 avec le FC Barcelone.
Arrivé dans le club catalan, la tâche s'avère dure puisqu'il succède à une des icônes du club, David Barrufet, avec ce club il remporte deux Liga ASOBAL, une Coupe ASOBAL ainsi qu'une Ligue des champions, décrochée lors de la saison 2011-2012. 
Johan décide de ne pas renouveler son contrat, il part alors au Danemark et rejoint l'Aalborg Håndbold avec lequel il remporte le Championnat du Danemark.
En 2013, Johan rejoint la Bundesliga et le prestigieux club du THW Kiel, avec pour objectif de succéder à Thierry Omeyer. Il y remporte le championnat ainsi que la Supercoupe d'Allemagne mais se montre moins décisif que son illustre prédécesseur. À partir de la saison 2015/2016, il portera les couleurs du MT Melsungen.
À partir de 2008, Johan est souvent repris avec sa sélection où il compte 96 apparitions en 2015. Régulièrement sélectionné à diverses compétitions majeures, il est notamment vice-champion olympique à Londres en 2012.

## Palmarès

### En équipe nationale de Suède
- Médaille d'argent aux Jeux olympiques de 2012 à Londres,  Royaume-Uni
- Médaille d'or au Championnat du monde junior en 2007

### En club
Compétitions internationales
- Vainqueur de la Ligue des champions (1) : 2011

Compétitions nationales
- Vainqueur du Championnat d'Espagne (2) : 2011, 2012
- Vainqueur de la Coupe ASOBAL (1) : 2012
- Vainqueur du Championnat du Danemark (1) : 2013
- Vainqueur du Championnat d'Allemagne (1) : 2014
- Vainqueur de la Supercoupe d'Allemagne (1) : 2014

### Récompenses personnelles
- Élu meilleur handballeur de l'année en Suède en 2011
- Élu meilleur gardien au Championnat du monde junior 2007